# John Hanke
John Hanke (născut în 1967) este un antreprenor american și un director de afaceri. El este fondatorul și actualul CEO al companiei Niantic, Inc., o companie de dezvoltare software care a fost compusă din Google care a proiectat Ingress,  Pokémon Go și Harry Potter: Wizards Unite. Hanke a condus anterior divizia Google Geo, care a inclus Google Earth, Google Maps, Local, StreetView, SketchUp și Panoramio.

## Legături externe
- Interview at Where 2.0 2005
- Why 'Pokémon Go' is Such a phenomenon - Business Insider, July 2016

Format:Niantic Labs